# آيروبيز سوبرسونيك (لعبة فيديو)
آيروبيز سوبر سونيك (بالإنجليزية:Aerobiz Supersonic) (باليابانية:エアーマネジメントII 航空王をめざせ) ، هي لعبة إلكترونية من نوع الطيران، أنتجت من قبل شركة كويي اليابانية سنة 1993 ، وتعمل بنظامي سوبر نينتندو إنترتينمنت سيستم وميجا درايف ، وتتوفر باللغتين الإنجليزية واليابانية.

## طريقة اللعبة
تبدأ اللعبة باختيار شخص أو أكثر لإقلاع الطائرة الجوية واختيار الزمان، وطريقة اللعبة أغلبها معقدة، يقوم اللاعب باختيار السفر من مدينة في دولة معينة إلى مدينة في دولة أخرى، ومن غير الممكن أن اللاعب سيتمكن من إقلاع الطائرة والتحكم بها.

### أعلام الدول
تظهر أعلام الدول في الخمسينات القرن العشرين بظهور علم بريطانيا، كون أن إحدى بلدان أفريقيا مازالت تحت الإستعمار الإنجليزي، وأما الوقت الحالي، فستظهر أعلام الدول الحقيقية باقية إلى يومنا هذا، وبينما في المستقبل تظهر أعلام أوروبا بعلم الاتحاد الأوروبي.

## مدن حسب الترتيب «أ-م»
- أديس أبابا
- →  الجزائر
- ولاية جورجيا
- →  أثينا
- أوكلاند
- (علم مملكة العراق أو جمهورية العراق في زمن عبد الكريم القاسم لم تظهر، وبهذا ظهرت اللعبة لعلم العراق قبل غزو الكويت) →  →  بغداد
- →  برشلونة
- بكين
- →  →  برلين
- →  بون
- مومباي (قبل مومباي، ظهرت الهند في القرن الحادي والعشرين الميلادية)
- →  بروكسل
- بيونس آيرس
- القاهرة
- كالكوتا
- سيبو
- شيكاغو
- دالاس
- دلهي
- فوكوكا
- هافانا
- →  هونغ كونغ
- هاواي
- هيوستن
- إسلام آباد
- →  كينجاتون
- كراتشي
- →  →  كييف (قبل استقلال أوكرانيا عام 1991)
- →  لاغوس
- ليما
- →  لندن
- لوس أنجلوس
- مانشستر
- مانيلا
- مكسيكو سيتي
- ميامي
- →  →  مينسك
- →  →  →  موسكو (قبل إنشاء روسيا الاتحادية عام 1991)

## مدن حسب الترتيب «ن-ز»
- →  نيروبي
- →  ناندي
- نيويورك
- →  أوسلو
- أوساكا
- بيبتي
- →  باريس
- فيلادلفيا
- فينيكس
- ريو دي جانيرو
- →  روما
- → →  سنغافورة
- سنتياغو
- ساو باولو
- سابورو
- سيؤول
- شنغهاي
- →  ستكهولم
- سيدني
- تايبيه
- →  طشقند
- تهران
- طوكيو
- (لم تستخدم في اللعبة) →  تورنتو
- طرابلس
- →  تونس (مدينة)
- (لم تستخدم في اللعبة) →  فانكوفر
- →  وارسو
- واشنطن دي سي

## أنواع الطائرات
غالبا لا تظهر الطائرات الجوية الحقيقية في اللعبة إلا باسمها، ونذكر منها:
- الصناعات الأمريكية مثل :بوينغ 727 وبوينغ 707 وبوينغ 777 ودي سي-10 وإم دي-11 وإم دي-80
- الصناعات الأوروبية مثل :إيرباص إيه 310 وإيرباص إيه 340 ونحو ذلك.
- الصناعات الروسية مثل : إليوشن إل-62 وإليوشن إل-86 ونحو ذلك

## وصلات خارجية
- آيروبيز سوبرسونيك على موبي غيمز